# Subulina octona

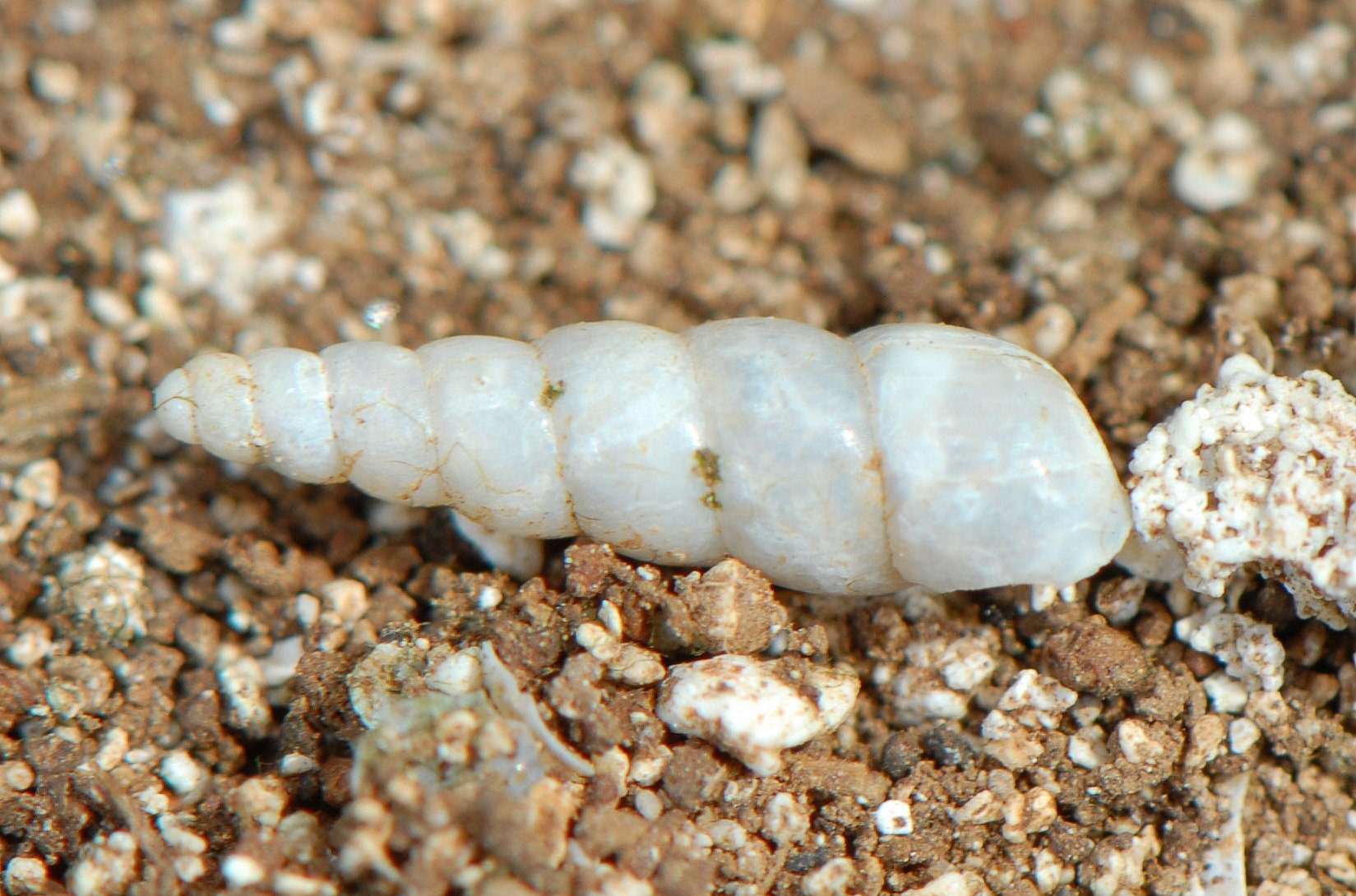
Concha de Subulina octona de Bermuda

Subulina octona es una especie de pequeño caracol tropical terrestre que respiran aire, de la familia Subulinidae.

## Distribución

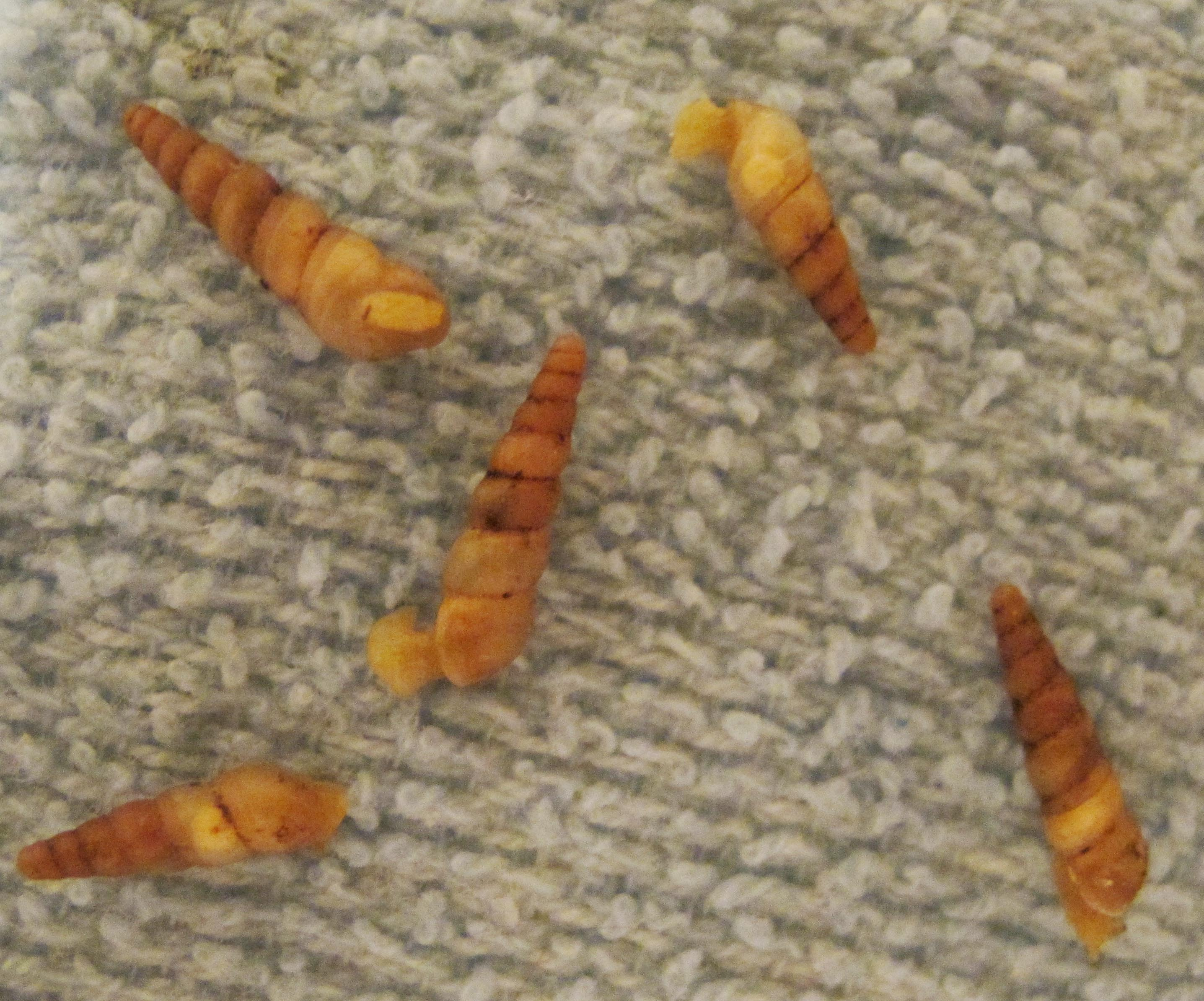
Cinco individuos vivos de Subulina octona sobre un paño húmedo. Procedentes de Nieves, antillas menores

La distribución natural de esta especie, es decir, como especie nativa, incluye el Mar Caribe (Cuba) o Antillas en general, y el Sudesde de Asia.
Esta especie ha sido introducida y se ha establecido en Tanzania, Dominica, República Checa (introducida en invernaderos), Gran Bretaña (introducida en invernaderos), Islas Pratas, Taiwán y, en América del Sur, se la regisrta en Venezuela, Brasil, Surinam, Bolivia, Perú, Colombia, Ecuador, Guyana y Trinidad y Tobago.

## Parásitos asociados
Postharmostomum gallinum y Angiostrongylus cantonensis parasitan a Subulina octona.